# Тукшеярви
Тукшеярви — озеро на территории Сосновецкого сельского поселения Беломорского района Республики Карелии.

## Общие сведения
Площадь озера — 1,3 км². Располагается на высоте 111,5 метров над уровнем моря.
Форма озера продолговатая: оно вытянуто с северо-запада на юго-восток. Берега в основном каменисто-песчаные.
Из юго-восточной оконечности озера вытекает безымянный водоток, втекающий с правого берега в реку Тунгуду, впадающую в реку Нижний Выг.
Код объекта в государственном водном реестре — 02020001311102000008753.